# Giải vô địch bóng đá nữ CONCACAF
Giải vô địch bóng đá nữ CONCACAF (tiếng Anh: CONCACAF Women's Championship) là giải đấu bóng đá nữ do Liên đoàn bóng đá Bắc, Trung Mỹ và Caribe (CONCACAF) tổ chức dành cho các đội tuyển quốc gia trong khu vực. Giải thường đóng vai trò là vòng loại cho Giải vô địch bóng đá nữ thế giới. Các quốc gia ngoài khu vực cũng được mời tham dự vào các năm không thuộc. Đội tuyển giàu thành tích nhất tới nay là Hoa Kỳ với tám danh hiệu.

## Các trận chung kết và tranh hạng ba
Các giải không là vòng loại World Cup được tô màu hồng.
| Năm            | Chủ nhà         |          | Chung kết         | Chung kết     | Chung kết            |                   | Tranh hạng ba        | Tranh hạng ba  | Tranh hạng ba |
| Năm            | Chủ nhà         | Vô địch  | Tỉ số             | Á quân        | Hạng ba              | Tỉ số             | Hạng tư              |                |               |
| -------------- | --------------- | -------- | ----------------- | ------------- | -------------------- | ----------------- | -------------------- | -------------- | ------------- |
| 1991 Chi tiết  | Haiti           | · Hoa Kỳ | 5–0               | · Canada      | · Trinidad và Tobago | 4–2               | · Haiti              |                |               |
| 1993 Chi tiết  | Hoa Kỳ          | · Hoa Kỳ | Thi đấu vòng tròn | · New Zealand | · Canada             | Thi đấu vòng tròn | · Trinidad và Tobago |                |               |
| 1994 Chi tiết  | Canada          | · Hoa Kỳ | Thi đấu vòng tròn | · Canada      | · México             | Thi đấu vòng tròn | · Trinidad và Tobago |                |               |
| 1998* Chi tiết | Canada          | · Canada | 1–0               | · México      | · Costa Rica         | 4–0               | · Guatemala          |                |               |
| 2000 Chi tiết  | Hoa Kỳ          | · Hoa Kỳ | 1 – 0             | · Brasil      | · Trung Quốc         | 2 – 1             | · Canada             |                |               |
| 2002 Chi tiết  | Hoa Kỳ · Canada | · Hoa Kỳ | 2–1 gg.           | · Canada      | · México             | 4–1               | · Costa Rica         |                |               |
| 2006 Chi tiết  | Hoa Kỳ          | · Hoa Kỳ | 2–1 (s.h.p.)      | · Canada      | · México             | 3–0               | · Jamaica            |                |               |
| 2010 Chi tiết  | México          | · Canada | 1–0               | · México      | · Hoa Kỳ             | 3–0               | · Costa Rica         |                |               |
| 2014 Chi tiết  | Hoa Kỳ          | · Hoa Kỳ | 6–0               | · Costa Rica  | · México             | 4–2 (s.h.p.)      | · Trinidad và Tobago |                |               |
| 2018 Chi tiết  | Hoa Kỳ          |          | · Hoa Kỳ          | 2–0           | · Canada             |                   | · Jamaica            | 2–2 (4–2 pen.) | · Panama      |
| 2022 Chi tiết  | México          |          | · Hoa Kỳ          | 1–0           | · Canada             |                   | · Costa Rica         | 0–1 (s.h.p.)   | · Jamaica     |

*  Hoa Kỳ không tham dự vì là chủ nhà Giải vô địch bóng đá nữ thế giới 1999.
*  Canada không tham dự vì là chủ nhà Giải vô địch bóng đá nữ thế giới 2015.

## Thành tích
| Đội                | Vô địch                                                  | Á quân                                 | Thứ ba                     | Thứ tư               |
| ------------------ | -------------------------------------------------------- | -------------------------------------- | -------------------------- | -------------------- |
| Hoa Kỳ             | 9 (1991, 1993, 1994, 2000, 2002, 2006, 2014, 2018, 2022) | -                                      | 1 (2010)                   | -                    |
| Canada             | 2 (1998, 2010)                                           | 6 (1991, 1994, 2002, 2006, 2018, 2022) | 1 (1993)                   | 1 (2000)             |
| México             | -                                                        | 2 (1998, 2010)                         | 4 (1994, 2002, 2006, 2014) | -                    |
| Costa Rica         | -                                                        | 1 (2014)                               | 2 (1998, 2022)             | 2 (2002, 2010)       |
| Brasil             | -                                                        | 1 (2000)                               | -                          | -                    |
| New Zealand        | -                                                        | 1 (1993)                               | -                          | -                    |
| Trinidad và Tobago | -                                                        | -                                      | 1 (1991)                   | 3 (1993, 1994, 2014) |
| Jamaica            | -                                                        | -                                      | 1 (2018)                   | 2 (2006, 2022)       |
| Trung Quốc         | -                                                        | -                                      | 1 (2000)                   | -                    |
| Haiti              | -                                                        | -                                      | -                          | 1 (1991)             |
| Guatemala          | -                                                        | -                                      | -                          | 1 (1998)             |
| Panama             | -                                                        | -                                      | -                          | 1 (2018)             |

- Chú thích: In nghiêng là các đội khách mời.

## Các đội từng tham dự
Chú thích
- VĐ – Vô địch
- H2 – Á quân
- H3 – Hạng ba
- VB – Vòng bảng
- q – Vượt qua vòng loại
- — Chủ nhà

| Đội                              | 1991 | 1993 | 1994 | 1998 | 2000 | 2002 | 2006 | 2010 | 2014 | 2018 | 2022 | Tổng |
| -------------------------------- | ---- | ---- | ---- | ---- | ---- | ---- | ---- | ---- | ---- | ---- | ---- | ---- |
| Canada                           | H2   | H3   | H2   | VĐ   | H4   | H2   | H2   | VĐ   | H2   | —    | H2   | 10   |
| Costa Rica                       | VB   | —    | —    | H3   | VB   | H4   | —    | H4   | H2   | VB   | H3   | 8    |
| Cuba                             | —    | —    | —    | —    | —    | —    | —    | —    | —    | VB   | —    | 1    |
| Guatemala                        | —    | —    | —    | H4   | VB   | —    | —    | VB   | VB   | —    | —    | 4    |
| Guyana                           | —    | —    | —    | —    | —    | —    | —    | VB   | —    | —    | —    | 1    |
| Haiti                            | H4   | —    | —    | VB   | —    | VB   | —    | VB   | VB   | —    | VB   | 6    |
| Jamaica                          | VB   | —    | H5   | —    | —    | VB   | H4   | —    | VB   | H3   | H2   | 7    |
| Martinique                       | VB   | —    | —    | VB   | —    | —    | —    | —    | VB   | —    | —    | 3    |
| México                           | VB   | —    | H3   | H2   | VB   | H3   | H3   | H2   | H3   | VB   | VB   | 10   |
| Panama                           | —    | —    | —    | —    | —    | VB   | VB   | —    | —    | H4   | —    | 3    |
| Puerto Rico                      | —    | —    | —    | VB   | —    | —    | —    | —    | —    | —    | —    | 1    |
| Trinidad và Tobago               | H3   | H4   | H4   | VB   | VB   | VB   | VB   | VB   | H4   | VB   | VB   | 11   |
| Hoa Kỳ                           | VĐ   | VĐ   | VĐ   | —    | VĐ   | VĐ   | VĐ   | H3   | VĐ   | VĐ   | VĐ   | 10   |
| Các đội khách mời ngoài CONCACAF |      |      |      |      |      |      |      |      |      |      |      |      |
| Brasil                           | —    | —    | —    | —    | H2   | —    | —    | —    | —    | —    | —    | 1    |
| Trung Quốc                       | —    | —    | —    | —    | H3   | —    | —    | —    | —    | —    | —    | 1    |
| New Zealand                      | —    | H2   | —    | —    | —    | —    | —    | —    | —    | —    | —    | 1    |

Các đội chưa từng tham dự CONCACAF Championship nữ
 Anguilla,  Antigua và Barbuda,  Aruba,  Bahamas,  Barbados,  Belize,  Bermuda,  Quần đảo Virgin thuộc Anh,  Quần đảo Cayman,  Curaçao,  Dominica,  Cộng hòa Dominica,  El Salvador,  Guyane thuộc Pháp,  Grenada,  Guadeloupe,  Honduras,  Montserrat,  Nicaragua,  Saint Kitts và Nevis,  Saint Lucia,  Saint Vincent và Grenadines,  Saint-Martin,  Sint Maarten,  Quần đảo Turks và Caicos,  Quần đảo Virgin thuộc Mỹ

## Lần đầu tham dự
Dưới đây là thống kê giải đầu tiên mà các đội tuyển giành quyền vào chơi một vòng chung kết CONCACAF Championship.
| Năm  | Đội tuyển                                                                   |
| ---- | --------------------------------------------------------------------------- |
| 1991 | Canada Costa Rica Haiti Jamaica Martinique México Trinidad và Tobago Hoa Kỳ |
| 1993 | Không có                                                                    |
| 1995 | Không có                                                                    |
| 1998 | Guatemala Puerto Rico                                                       |
| 2000 | Không có                                                                    |
| 2002 | Haiti Panama                                                                |
| 2006 | Bermuda Cộng hòa Dominica Suriname                                          |
| 2010 | Guyana                                                                      |
| 2014 | Không có                                                                    |
| 2018 | Cuba                                                                        |
| 2022 | Không có                                                                    |

## Số liệu thống kê chung
Tính đến mùa giải 2022
| Thứ hạng | Đội                | Lần | Trận | Thắng | Hòa | Thua | Bàn thắng | Bàn thua | Hiệu số | Điểm |
| -------- | ------------------ | --- | ---- | ----- | --- | ---- | --------- | -------- | ------- | ---- |
| 1        | Hoa Kỳ             | 10  | 44   | 42    | 1   | 1    | 212       | 6        | +206    | 127  |
| 2        | Canada             | 10  | 44   | 33    | 1   | 10   | 191       | 33       | +158    | 100  |
| 3        | México             | 10  | 39   | 18    | 2   | 19   | 94        | 85       | +9      | 56   |
| 4        | Costa Rica         | 8   | 34   | 15    | 1   | 18   | 53        | 80       | −27     | 46   |
| 5        | Trinidad và Tobago | 11  | 40   | 13    | 2   | 25   | 44        | 138      | −94     | 41   |
| 6        | Jamaica            | 7   | 25   | 7     | 1   | 16   | 32        | 77       | −45     | 22   |
| 7        | Haiti              | 6   | 20   | 6     | 0   | 14   | 18        | 66       | −48     | 18   |
| 8        | Panama             | 4   | 12   | 4     | 1   | 7    | 13        | 36       | −23     | 13   |
| 9        | Trung Quốc 1       | 1   | 5    | 4     | 0   | 1    | 24        | 6        | +18     | 12   |
| 10       | Brasil 1           | 1   | 5    | 3     | 1   | 1    | 22        | 3        | +19     | 10   |
| 11       | Guatemala          | 4   | 14   | 2     | 0   | 12   | 11        | 68       | −57     | 6    |
| 12       | New Zealand 1      | 1   | 3    | 1     | 1   | 1    | 7         | 3        | +4      | 4    |
| 13       | Martinique         | 3   | 9    | 0     | 2   | 7    | 12        | 59       | −47     | 2    |
| 14       | Guyana             | 1   | 3    | 0     | 0   | 3    | 3         | 19       | −16     | 0    |
| 15       | Cuba               | 1   | 3    | 0     | 0   | 3    | 0         | 29       | –29     | 0    |
| 16       | Puerto Rico        | 1   | 3    | 0     | 0   | 3    | 0         | 38       | −38     | 0    |

1 Đội khách mời ngoài CONCACAF